# Румен Христов (политик)
Вижте пояснителната страница за други личности с името Румен Христов.
Румен Димитров Христов е български политик от Съюза на демократичните сили.

## Биография
Завършва специалност „аграрна икономика“, а след това защитава докторска дисертация. По-късно е извънреден професор в Югозападния университет в Благоевград. Преподава по основи на маркетинга и агромаркетинг.
В периода 1991 – 1994 е заместник-министър на земеделието. Бил е съветник на президента Желю Желев по аграрните въпроси. Два пъти е министър на земеделието – в служебните правителства на Ренета Инджова (1994 – 1995) и Стефан Софиянски (1997). От 1997 до 2002 е главен административен секретар в администрацията на президента на Република България Петър Стоянов.